# Inkigayo

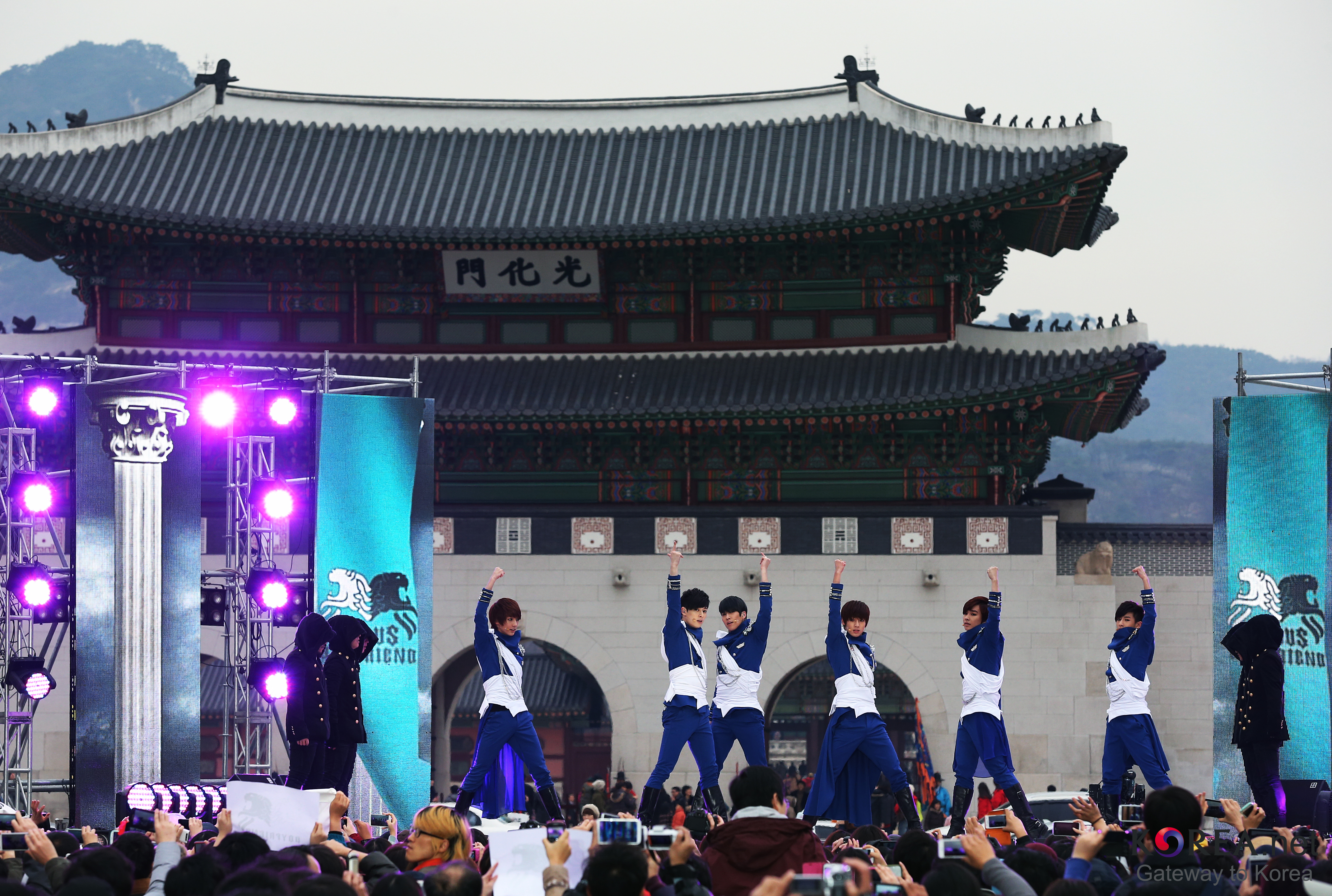
SBS Inkigayo. Boyfriend 'JANUS'

Inkigayo (en hangul, 인기가요; romanización revisada, Inkigayo; significado, ‘canción popular’), también conocido como The Music Trend, es un programa de música surcoreano perteneciente al canal SBS. Se emite los domingos a las 15:40 hrs. (KST) desde el SBS Open Hall en Gangseo-gu, Seúl. El programa cuenta con la participación en vivo de artistas musicales de la música pop surcoreana.

## Historia
Inkigayo se estrenó en 1991 con el nombre de SBS Popular Song como un programa de ranking musical, aunque en octubre de 1993 fue cancelado y reemplazado por Live TV Gayo 20. Años después, en 1998, el programa volvió a emitirse con el nombre original y un nuevo formato. En el 2003, el sistema de ranking fue eliminado y reemplazado por un formato denominado Take 7, donde siete de los artistas más populares de la semana se reunían y el más popular recibía el premio Mutizen (abreviatura de "music" y "netizen"). 
En la primavera del 2007 el programa cambió su formato a emisión en directo en un esfuerzo por subir la cuota de pantalla y se decidió cambiar el nombre a The Music Trend. El 2 de noviembre de 2008 se cambió el horario de emisión a las tardes del sábado, de 15:20 a 16:10 hrs., transmitiéndose así antes del programa Good Sunday, de nuevo en un intento por mejorar la audiencia. En la primavera del 2010, el programa extendió su duración hasta los setenta minutos.
El 10 de julio de 2012, SBS anunció que renovaría el programa y se eliminarían las secciones Take 7 y Mutizen Song. Un representante de la cadena declaró: «Creemos que lo más importante no es el ranking, sino que el k-pop está siendo reconocido a nivel global. (...) Hemos decidido llevar a cabo este cambio con la esperanza de que el público pueda simplemente disfrutar de la música». El programa renovado comenzó el 15 de julio de 2012.
En marzo de 2013 se anunció el regreso del sistema de ranking con la inclusión del Inkigayo Chart, realizado en colaboración con Gaon Chart, con la intención de reflejar el interés musical del público. El sistema se puso en práctica por primera vez en el episodio emitido el 17 de marzo de 2013 en el que el grupo musical SHINee se llevó el primer premio. El 2 de octubre de 2016 se anunció que el programa cambiaría su horario de emisión a las 12:10 y que se renovaría el logotipo.

## Segmentos y modalidades

### Super Rookie
Todas las semanas, un artista o grupo "rookie" (novato) actuaba en vivo en el escenario. Al final del mes, un "Super Rookie" era elegido a través de una votación que se realizaba en la página web de Music Trend, durante ese mes. Este segmento terminó a finales de 2010.

### Digital Music Charts
Formalmente conocido como Mobile Ranking, el Digital Music Charts (Ranking de música digital), toma en consideración la popularidad de las canciones que son descargadas en los teléfonos móviles como también en sitios para descargar música. Este segmento fue retirado del programa a mediados del 2009.

### Campaign Songs
A lo largo de cada episodio, varios artistas aparecían en canciones de campaña que creaban conciencia sobre ciertos temas o problemas. Estas campañas incluyeron: conducción segura, beber leche, antipiratería y varios eventos locales.

### Inkigayo Q
Los espectadores pueden hacer preguntas a un artista designado de la semana a través de la aplicación móvil de SBS, Soty. Durante este segmento de entrevistas, se realizan preguntas seleccionadas y los usuarios reciben premios por su participación. Este segmento comenzó el 17 de febrero de 2013.

### Inkigayo Showcase
Esta sección consistía en un nuevo escenario para mostrar talentosos artistas independientes y nuevos que eran difíciles de ver en la televisión cada semana. Este segmento comenzó junto con el Inkigayo Chart el 17 de marzo de 2013.

## Sistema de calificación

### Take 7 / Mutizen Song
Take 7 fue un segmento representativo de The Music Trend. Cada semana, 7 de las canciones más populares de esa semana eran escogidas, y sus artistas debían representarlas. Al final del show, el premio Mutizen Song (뮤티즌송) decidía cual era la canción más popular. Una canción podía recibir el premio solo un máximo de 3 veces; a la semana siguiente, era removida de la lista de Take 7 y reemplazada por la canción continua de la semana anterior. Esta sección fue eliminada el 10 de julio de 2012.

### Inkigayo Chart
Después de abolir el Take 7 en julio de 2012, se implementó un nuevo sistema de listas el 17 de marzo de 2013. La lista revivida presenta cincuenta canciones para que los espectadores voten (como la anterior lista Take 7) a través de la aplicación móvil de SBS Soty, combinada con Digital Song Chart y Offline Album Chart en colaboración con Gaon Chart de la Asociación de la Industria Musical de Corea para crear el Inkigayo Chart.
El gráfico se calcula combinando los puntos por ventas digitales del Gaon Digital Chart (55%), los puntos por venta de álbumes del Gaon Album Chart (10%), los puntos SNS por las vistas de YouTube (30%), los puntos por difusión On-Air en SBS y SBS Radio (10%), y los puntos por prevotación de los espectadores avanzados (5%) a través de la aplicación Melon. Los tres mejores artistas de la lista se convierten en nominados al primer lugar, sumándose a ellos el voto en vivo (5%)*.
| Período                                      | Sistema de chart                                                                                              |
| -------------------------------------------- | --- |
| 17 de marzo de 2013                          | Ventas digitales (50%), SNS (30%), prevotación (20%), votos en vivo (20%)*                                    |
| 24 de marzo de 2013 – 1 de febrero de 2015   | Ventas digitales (60%), SNS (35%), prevotación (5%), votos en vivo (10%)*                                     |
| 8 de febrero de 2015 – 29 de enero de 2017   | Ventas digitales (55%), SNS (35%), ventas de álbum (5%), prevotación (5%), votos en vivo (10%)*               |
| 5 de febrero de 2017 – 28 de mayo de 2017    | Ventas digitales (55%), SNS (35%), ventas de álbum (5%), prevotación (5%)                                     |
| 4 de junio de 2017 – 27 de enero de 2019     | Ventas digitales (55%), SNS (35%), ventas de álbum (5%), On-Air (10%), prevotación (5%)                       |
| 3 de febrero de 2019 – 17 de enero de 2021   | Ventas digitales (55%), SNS (30%), ventas de álbum (10%), On-Air (10%), prevotación (5%)                      |
| 24 de enero de 2021-16 de septiembre de 2024 | Ventas digitales (55%), SNS (30%), ventas de álbum (10%), On-Air (10%), prevotación (5%), votos en vivo (5%)  |
| 16 de septiembre de 2024-presente            | Ventas digitales (50%), SNS (20%), ventas de álbum (10%), On-Air (10%), prevotación (5%), votos en vivo (5%)* |

## Temporadas
| Temporada | Temporada | Episodios | Episodios | Emisión original        | Emisión original        |
| Temporada | Temporada | Episodios | Episodios | Primera emisión         | Última emisión          |
| --------- | --------- | --------- | --------- | ----------------------- | ----------------------- |
|           | 1991      | 2         | 2         | 24 de diciembre de 1991 | 31 de diciembre de 1991 |
|           | 1992      | 51        | 51        | 5 de enero de 1992      | 22 de diciembre de 1992 |
|           | 1993      | 36        | 36        | 7 de enero de 1993      | 10 de octubre de 1993   |
|           | 1998      | 44        | 44        | 1 de febrero de 1998    | 20 de diciembre de 1998 |
|           | 1999      | 48        | 48        | 3 de enero de 1999      | 26 de diciembre de 1999 |
|           | 2000      | 48        | 48        | 2 de enero de 2000      | 24 de diciembre de 2000 |
|           | 2001      | 50        | 50        | 7 de enero de 2001      | 23 de diciembre de 2001 |
|           | 2002      | 48        | 48        | 6 de enero de 2002      | 22 de diciembre de 2002 |
|           | 2003      | 46        | 46        | 5 de enero de 2003      | 28 de diciembre de 2003 |
|           | 2004      | 47        | 47        | 4 de enero de 2004      | 26 de diciembre de 2004 |
|           | 2005      | 46        | 46        | 2 de enero de 2005      | 18 de diciembre de 2005 |
|           | 2006      | 45        | 45        | 8 de enero de 2006      | 24 de diciembre de 2006 |
|           | 2007      | 44        | 44        | 7 de enero de 2007      | 23 de diciembre de 2007 |
|           | 2008      | 48        | 48        | 6 de enero de 2008      | 21 de diciembre de 2008 |
|           | 2009      | 44        | 44        | 11 de enero de 2009     | 20 de diciembre de 2009 |
|           | 2010      | 44        | 44        | 3 de enero de 2010      | 16 de diciembre de 2010 |
|           | 2011      | 51        | 51        | 9 de enero de 2011      | 25 de diciembre de 2011 |
|           | 2012      | 50        | 50        | 1 de enero de 2012      | 30 de diciembre de 2012 |
|           | 2013      | 48        | 48        | 13 de enero de 2013     | 22 de diciembre de 2013 |
|           | 2014      | 45        | 45        | 5 de enero de 2014      | 28 de diciembre de 2014 |
|           | 2015      | 48        | 48        | 4 de enero de 2015      | 20 de diciembre de 2015 |
|           | 2016      | 49        | 49        | 3 de enero de 2016      | 18 de diciembre de 2016 |
|           | 2017      | 46        | 46        | 1 de enero de 2017      | 17 de diciembre de 2017 |
|           | 2018      | 45        | 45        | 7 de enero de 2018      | 16 de diciembre de 2018 |
|           | 2019      | 44        | 44        | 6 de enero de 2019      | 15 de diciembre de 2019 |
|           | 2020      | 47        | 47        | 5 de enero de 2020      | 13 de diciembre de 2020 |
|           | 2021      | 45        | 45        | 10 de enero de 2021     | 12 de diciembre de 2021 |
|           | 2022      | 45        | 45        | 9 de enero de 2022      | 11 de diciembre de 2022 |
|           | 2023      | 44        | 44        | 8 de enero de 2023      | 10 de diciembre de 2023 |
|           | 2024      | 40        | 40        | 7 de enero de 2024      | 15 de diciembre de 2024 |

## Ganadores

### Artistas con más primeros lugares/Mutizen Songs
| Pos.                                      | Artista           | Victorias | Actividad     |
| ----------------------------------------- | ----------------- | --------- | ------------- |
| 1.º                                       | IU                | 37        | 2008-presente |
| 2.º                                       | Twice             | 36        | 2015-presente |
| 3.º                                       | Big Bang          | 32        | 2006-presente |
| 3.º                                       | BTS               | 32        | 2013-presente |
| 4.º                                       | Girls' Generation | 27        | 2007-presente |
| 4.º                                       | Blackpink         | 27        | 2016-presente |
| 5.º                                       | g.o.d.            | 25        | 1999-presente |
| 6.º                                       | Shinhwa           | 24        | 1998-presente |
| 7.º                                       | TVXQ              | 22        | 2003-presente |
| 7.º                                       | PSY               | 22        | 2001-presente |
| 8.º                                       | Super Junior      | 20        | 2005-presente |
| Última actualización: 1 de marzo de 2023. |                   |           |               |

## Presentadores
| Período                      | Período                      | Presentador(es)                            | Ref.                         |
| SBS Popular Song (1991-1993) | SBS Popular Song (1991-1993) | SBS Popular Song (1991-1993)               | SBS Popular Song (1991-1993) |
| ---------------------------- | ---------------------------- | ------------------------------------------ | ---------------------------- |
| 15 de diciembre de 1991      | 29 de diciembre de 1992      | Seo Sae-won                                |                              |
| 2 de mayo de 1993            | 20 de junio de 1993          | Bae Chul-su, Kim Hee-sun                   |                              |
| SBS Popular Song (1998-2007) |                              |                                            |                              |
| 1 de marzo de 1998           | 24 de mayo de 1998           | Kim Seung-hyun, Jun Ji-hyun                |                              |
| 28 de junio de 1998          | 9 de noviembre de 1998       | Lee Dong-gun, Kim Gyu-ri                   |                              |
| 6 de diciembre de 1998       | 16 de abril de 2000          | Kim Jin, Kim So-yeon                       |                              |
| 23 de abril de 2000          | 31 de diciembre de 2000      | Ahn Jae-mo, Kim Min-hee                    |                              |
| 7 de enero de 2001           | 9 de marzo de 2001           | Ahn Jae-mo, Son Tae-young                  |                              |
| 18 de marzo de 2001          | 29 de julio de 2001          | Song Chang-hwan, So Yoo-jin                |                              |
| 5 de agosto de 2001          | 13 de enero de 2002          | Lee Jong-su, So Yoo-jin                    |                              |
| 10 de enero de 2002          | 18 de agosto de 2002         | Kim Jae-won, Kim Jung-hwa                  |                              |
| 25 de agosto de 2002         | 2 de febrero de 2003         | Kim Jeong-hoon, Kim Jung-hwa               |                              |
| 9 de febrero de 2003         | 24 de agosto de 2003         | Kangta, Yoo Min                            |                              |
| 7 de septiembre de 2003      | 24 de octubre de 2004        | Kim Dong-wan, Park Han-byul                |                              |
| 31 de octubre de 2004        | 5 de junio de 2005           | Kim Dong-wan, Han Ye-seul                  |                              |
| 12 de junio de 2005          | 23 de octubre de 2005        | Andy Lee, Park Hye-won                     |                              |
| 20 de noviembre de 2005      | 16 de abril de 2006          | Andy Lee, Han Hyo-joo                      |                              |
| 23 de abril de 2006          | 18 de febrero de 2007        | Andy Lee, Koo Hye-sun                      |                              |
| Inkigayo (2007–presente)     |                              |                                            |                              |
| 25 de febrero de 2007        | 7 de octubre de 2007         | Kim Hee-chul, Jang Keun-suk                |                              |
| 11 de noviembre de 2007      | 4 de mayo de 2008            | Kim Hee-chul, Song Ji-hyo                  |                              |
| 11 de mayo de 2008           | 30 de noviembre de 2008      | Eun Ji-won, Huh E-jae                      |                              |
| 7 de diciembre de 2008       | 11 de enero de 2009          | Eun Ji Won, Leeteuk, Han Seung-yeon        | [ 11 ]                       |
| 18 de enero de 2009          | 19 de julio de 2009          | Eun Ji Won, Yu Seul-ah, Lee Hong-gi        | [ 11 ]                       |
| 26 de julio de 2009          | 24 de enero de 2010          | Ha Yeon-joo, Taecyeon, Wooyoung            |                              |
| 7 de febrero de 2010         | 11 de julio de 2010          | Taecyeon, Wooyoung, Sulli                  | [ 12 ]                       |
| 18 de julio de 2010          | 13 de marzo de 2011          | Jung Yong-hwa, Sulli, Jo Kwon              | [ 13 ]                       |
| 20 de marzo de 2011          | 13 de noviembre de 2011      | Jo Kwon, Sulli, Lee Gi-kwang, IU           | [ 14 ]                       |
| 20 de noviembre de 2011      | 27 de mayo de 2012           | Goo Hara, IU, Nicole Jung                  | [ 15 ]                       |
| 3 de junio de 2012           | 19 de agosto de 2012         | Goo Hara, Lee Jong-suk, Nicole Jung        | [ 16 ]                       |
| 26 de agosto de 2012         | 2 de diciembre de 2012       | IU, Lee Jong-suk                           | [ 17 ]                       |
| 16 de diciembre de 2012      | 28 de julio de 2013          | IU, Kwanghee, Lee Hyun-woo                 | [ 18 ]                       |
| 4 de agosto de 2013          | 26 de enero de 2014          | Kwanghee, Lee Hyun-woo, Minah              | [ 19 ]                       |
| 2 de febrero de 2014         | 9 de noviembre de 2014       | Kwanghee, Lee Yu-bi, Suho, Baekhyun        | [ 20 ]                       |
| 16 de noviembre de 2014      | 14 de diciembre de 2014      | Kwanghee, Suho, Baekhyun, Kim Yoo-jung     | [ 21 ]                       |
| 28 de diciembre de 2014      | 5 de abril de 2015           | Kwanghee, Kim Yoo-jung, Hong Jong-hyun     | [ 22 ]                       |
| 12 de abril de 2015          | 30 de agosto de 2015         | Kim Yoo-jung, Hong Jong-hyun, Jackson Wang | [ 23 ]                       |
| 13 de septiembre de 2015     | 3 de abril de 2016           | Kim Yoo-jung, Jackson Wang, Sungjae        | [ 24 ]                       |
| 10 de abril de 2016          | 29 de mayo de 2016           | Jackson Wang, Sungjae                      | [ 25 ]                       |
| 3 de julio de 2016           | 22 de enero de 2017          | Gong Seung-yeon, Jeongyeon, Kim Min-seok   | [ 26 ]                       |
| 5 de febrero de 2017         | 3 de febrero de 2018         | Jinyoung, Jisoo, Doyoung                   | [ 27 ]                       |
| 18 de febrero de 2018        | 28 de octubre de 2018        | Mingyu, Chaeyeon, Song Kang                | [ 28 ]                       |
| 11 de noviembre de 2018      | 3 de febrero de 2019         | Mingyu, Chaeyeon                           | [ 29 ]                       |
| 17 de febrero de 2019        | 6 de octubre de 2019         | Mingyu, Shin Eun-soo                       | [ 30 ]                       |
| 20 de octubre de 2019        | 28 de febrero de 2021        | Minhyuk, Jaehyun, Naeun                    | [ 31 ]                       |
| 7 de marzo de 2021           | 27 de marzo de 2022          | Sungchan, Jihoon, Yujin                    | [ 32 ]                       |
| 3 de abril de 2022           | presente                     | Roh Jeong-eui, Yeonjun, Seo Bum-june       | [ 33 ]                       |

## Controversias

### Problemas con las votaciones
En junio de 2015, cuando los grupos Big Bang y EXO estaban haciendo promoción en los programas de música, la canción de EXO titulada «Love Me Right» estuvo ausente de la lista de votación de Inkigayo durante siete horas. El programa pidió perdón a los seguidores del grupo y anunció que aceptarían votos por correo electrónico durante siete horas para solucionar el problema.

### Problemas de vestuario
El 29 de enero de 2012, durante la transmisión en directo del programa, la cantante Hwayoung del grupo femenino T-ara sufrió un problema de vestuario mientras actuaba y se le vio un pecho. La empresa Core Contents Media publicó un comunicado de prensa aclarando que el fallo se había producido en directo y que no había habido ningún problema durante los ensayos.
El 8 de diciembre de 2013, el cantante de F.T. Island, Lee Hong Ki, explicó en su cuenta de Twitter que el motivo por el cual había tenido la mano en una posición extraña durante toda su actuación en el programa era que se había dado cuenta de que tenía la bragueta abierta.